# چوب‌پرده

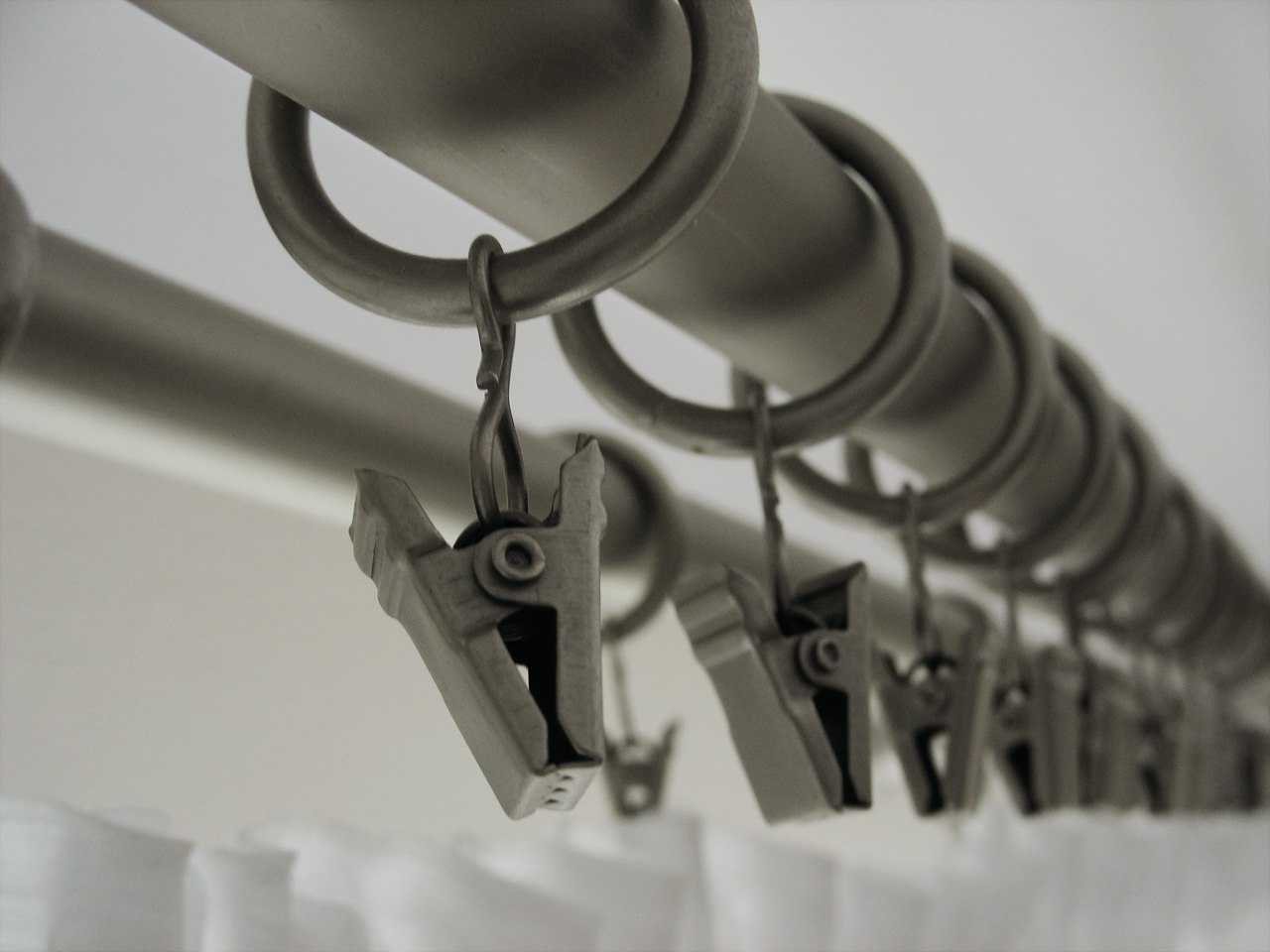
چوب‌پرده

چوب‌پرده یا میل‌پرده، میلهٔ پهن و دراز بدرازای عرض در یا پنجره یا کمی طولانی‌تر است که آن را بر بالای در یا پنجره کوبند و از آن پرده آویزند.در عین اینکه بدان چوب‌پرده گفته می‌شود جنس آن می‌تواند فلزی هم باشد. چوب‌پرده وسیله‌ای است برای نگه‌داشتن پرده‌ها که معمولاً در بالای پنجره یا در راستای لبه‌های حمام یا هرجایی که پرده‌ها به کار روند، قرار می‌گیرد. معمولاً چوب‌پرده‌ها در حمام‌ها ته‌باز و خودنصب هستند، در حالی که میله‌ها در دیگر جای‌های خانه اغلب با سگدست یا گلدسته تزئینی همراهند.

## روش ساخت
چوب‌پرده‌ها از مواد مختلفی از جمله چوب، فلز و پلاستیک ساخته می‌شوند. در عین اینکه بدان چوب‌پرده گفته می‌شود جنس آن می‌تواند فلزی هم باشد. چوب‌پرده‌ها در شکل‌ها و طرح‌های بسیار زیادی هستند. همهٔ چوب‌پرده‌ها، میله‌های راست ساده نیستند، بلکه میله‌های خمیده و مفصلی هم از شرکت‌های مختلف موجود هستند که امکان نصب در شاه‌نشین (پنجرهٔ پیش آمده) و دیوارهای خمیده و گوشه‌ها را می‌دهند.
چوب‌پرده‌ها می‌توانند دارای طراحی جرثقیلی یا بازوی لغزان هم باشند. بها و کیفیت چوب‌پرده‌ها تنوع زیادی دارد.